# P波
P波是在地震发生时最先被地震仪记录下来的地震体波。穿越地球內部的波（例如，地震波）被稱為體波。相對於體波的是表面波。体波可以分为P波和S波。P波意指（primary wave）或是壓力波（pressure wave）。在所有地震波中，P波傳遞速度最快。因此發生地震時，P波最早抵達測站，並被地震儀紀錄下來，這也是P波名稱的由來。P波的P也能代表壓力（pressure），來自於其震動傳遞類似聲波，屬於縱波的一種（或疏密波），傳遞時介質的震動方向與震波能量的傳播方向平行。

P波陰影區（from USGS）

對於地球內部構造的瞭解和推論，大部分是藉由觀測地震波中的體波。地震波在不同介質有不同傳播時間和路徑，在介質交界面時會引起反射、折射，以及相位的改變。地震學家利用這些特性來獲得地球內部資訊。當體波穿越地球液態層時，P波在經過下部地函與外地核時會稍許折射。造成P波在104°至140°間會有陰影區，令地震儀無法記錄。

## 速度
均质各向同性介质的P波速度由下列公式给出：
{\displaystyle v_{p}={\sqrt {\frac {K+{\frac {4}{3}}\mu }{\rho }}}={\sqrt {\frac {\lambda +2\mu }{\rho }}}}
其中K是体积模量（不可压缩性的模量），{\displaystyle \mu }是剪切模量（刚性度的模量，常记为G，又称第二拉梅参数），{\displaystyle \rho }是波传播介质材料的密度，{\displaystyle \lambda }是第一拉梅参数。
由于密度的变化很小，速度主要由K和μ决定。
弹性模量中的P波模量{\displaystyle M}定义为{\displaystyle M=K+4\mu /3}，因此
{\displaystyle v_{p}={\sqrt {M/\rho }}\ }
地震中P波速度典型值的范围是5至8 km/s。精确速度以地球内部区域的不同而变化，范围从地壳的不到6 km/s至地核的13 km/s。

## 外部連結
中華民國中央氣象局全球資訊網（页面存档备份，存于）